# Box 2
In de Nederlandse Wet inkomstenbelasting 2001 is  belastbaar inkomen uit aanmerkelijk belang een categorie inkomsten. Deze wordt ook box 2 genoemd. Als een belastingplichtige meer dan 5% van het geplaatste kapitaal aandelen heeft in een vennootschap, dan spreekt men over een aanmerkelijk belang. Het is een vermogenswinstbelasting.
Het belastbare inkomen uit aanmerkelijk belang is het gezamenlijke bedrag van:
1. Reguliere voordelen, dat wil zeggen dividenden.
2. Vervreemdingswinsten, dat wil zeggen de voordelen die een aanmerkelijkbelanghouder geniet als de aandelen uit zijn vermogen over gaan in dat van een andere. Voorbeelden van een vervreemding zijn: verkoop, ruil en schenking van aandelen maar ook het niet meedoen aan een kapitaalverhoging kan tot een vervreemding leiden. In de latere jurisprudentie is het accent meer komen te liggen op het verschuiven van winstreserves dan op de overdragen van de aandelen verminderd met het daarvoor in aanmerking komende deel van de persoonsgebonden aftrek. Voor zover de persoonsgebonden aftrek het inkomen uit werk en woning en het belastbaar inkomen uit sparen en beleggen van het kalenderjaar niet vermindert, vermindert de aftrek het inkomen uit aanmerkelijk belang van het jaar, maar niet verder dan tot nihil. Het inkomen uit aanmerkelijk belang kan wel negatief zijn, maar het wordt dus niet negatief of sterker negatief door de persoonsgebonden aftrek.

Belastingplichtigen die zelf geen aanmerkelijk belang hebben, vallen ook onder het aanmerkelijk belang indien een bloed- of aanverwant in de rechte lijn of de partner een aanmerkelijk belang hebben.
Bij positief inkomen is het tarief 26,9% (2023). Een verlies (of negatief inkomen) kan onder voorwaarden verrekend worden met een positief inkomen in box 2 van een ander jaar, en soms ook met positief inkomen in een andere box.
In 2024 wordt het tarief 24,5% voor de eerste €67.000, en 33% over het meerdere.

## Geschiedenis
Van 1997 t/m 2000 (dus voordat er een expliciet boxenstelsel was) was er al een bijzonder tarief voor inkomen uit aanmerkelijk belang. Dit systeem is vrijwel ongewijzigd overgenomen in box 2.
In 2014 gold eenmalig een verlaagd tarief van 22% over de eerste € 250.000. Een knelpunt bij het benutten van deze stimulans om dividend uit te keren was soms dat bij de bepaling van het dividend dat kan worden uitgekeerd, bij een pensioen in eigen beheer rekening gehouden moet worden met strenge en ingewikkelde regels voor de waardering van de pensioenverplichtingen van de BV.

## Toekomst
Aangenomen is de Wijziging van de Wet inkomstenbelasting 2001 en de Invorderingswet 1990 ter bestrijding van belastinguitstel en -afstel als gevolg van excessief lenen bij een eigen vennootschap (Wet excessief lenen bij eigen vennootschap) die bepaalt dat bij excessief lenen van de eigen vennootschap (een schuld hebben van meer dan € 700.000) het meerdere alvast in box 2 als fictief dividend wordt belast. Als de schuld bijvoorbeeld € 800.000 bedraagt wordt € 100.000 belast als dividend. Het maximum voor deze belastingplichtige wordt dan met ditzelfde bedrag verhoogd, en wordt dus gelijk aan het bedrag van de schuld, € 800.000. Zolang hij niet aflost of bijleent zit hij dan aan zijn maximum en hoeft in volgende jaren dus niet opnieuw deze heffing te betalen. Als hij de € 100.000 geheel of gedeeltelijk aflost telt het bedrag van de aflossing als negatief fictief regulier voordeel bij de berekening van het inkomen uit aanmerkelijk belang in het jaar van aflossing. Indien als gevolg hiervan een verlies uit aanmerkelijk belang ontstaat dan kan dit volgens de regels voor verrekening van een verlies uit aanmerkelijk belang worden verrekend. Het maximumbedrag wordt vervolgens met hetzelfde bedrag verlaagd. Uiteindelijk wordt dus bij elkaar geen extra bedrag aan inkomen uit box 2 belast.
Aanhangig is het Voorstel van wet van de leden Maatoug, Van der Lee en Nijboer houdende wijziging van de Wet inkomstenbelasting 2001 en enige andere fiscale wetten in verband met het doen vervallen van enkele fiscale regelingen.
De Commissie Van Dijkhuizen heeft voorgesteld aan het belaste inkomen in box 2 toe te voegen een forfaitair rendement over de betreffende bezittingen.